# 東勝寺 (名古屋市)
東勝寺（とうしょうじ）は、愛知県名古屋市にある真宗大谷派の寺院。山号は伝忠山。

## 由緒
創始は不明。1575年（天正3年）、高針城主の弟加藤勘右衛門（藤原信眤）が顕如上人に帰依し、再興改号して東照寺と称す。後に名古屋東照宮が創建されたことで、尾張藩の意向により寺名の「照」を「勝」と改めた。本堂は1787年（天明4年）、鐘楼は1846年（弘化3年）に建立されたものである。梵鐘は太平洋戦争時に国に供出されたが、1958年に再鋳された。なお、近くに住むフィギュアスケート選手の浅田舞・浅田真央姉妹が、除夜の鐘を撞きに来たこともある。

## ギャラリー
- 本堂
- 鐘楼
- 山門
- 太鼓堂